# Woodface (album)
Albums de Crowded House
Temple of Low Men
(1988) Together Alone
(1993)
Singles
1. Chocolate Cake
Sortie : juin 1991
2. Fall at Your Feet
Sortie : septembre 1991
3. Weather with You
Sortie : février 1992
4. Four Seasons in One Day
Sortie : juin 1992
5. It's Only Natural
Sortie : septembre 1992

Woodface est le troisième album de Crowded House, sorti en 1991 chez Capitol.

## L'album
Première collaboration des frères Finn depuis Split Enz, l'album est un succès au Royaume-Uni et, grâce au titre Weather with you, devient disque de platine, se classant à la 1re place des charts en Nouvelle-Zélande et la 2e en Australie. En 2010, il a été classé 3e dans l'ouvrage 100 Best Australian Albums. Il fait partie des 1001 albums qu'il faut avoir écoutés dans sa vie.

### Titres
Toutes les chansons sont écrites et composées par Neil Finn et Tim Finn, sauf mention.
| No  | Titre                           | Auteur      | Durée |
| --- | ------------------------------- | ----------- | ----- |
| 1.  | Chocolate Cake                  |             | 4:02  |
| 2.  | It's Only Natural               |             | 3:32  |
| 3.  | Fall at Your Feet               | Neil Finn   | 3:18  |
| 4.  | Tall Trees                      |             | 2:19  |
| 5.  | Weather with You                |             | 3:44  |
| 6.  | Whispers and Moans              | Neil Finn   | 3:39  |
| 7.  | Four Seasons in One Day         |             | 2:50  |
| 8.  | There Goes God                  |             | 3:50  |
| 9.  | Fame Is                         | Neil Finn   | 2:23  |
| 10. | All I Ask                       |             | 3:55  |
| 11. | As Sure as I Am                 | Neil Finn   | 2:53  |
| 12. | Italian Plastic                 | Paul Hester | 3:39  |
| 13. | She Goes On                     | Neil Finn   | 3:15  |
| 14. | How Will You Go?                |             | 3:07  |
| 15. | I'm Still Here (Chanson cachée) | Paul Hester | 1:07  |

### Musiciens
- Neil Finn : guitare, voix, claviers
- Tim Finn : piano, guitare, voix
- Paul Hester : batterie, voix, claviers, percussions
- Nick Seymour : basse, voix
- Ricky Fataar : batterie, percussions
- Chris Wilson : harmonica
- Peter Bucknell : violon
- Vince Parsonage : violon
- Alex Acuna : percussions
- Geoffrey Hales : percussions
- Jack Mack : cuivre
- David Hidalgo : accordéon
- Jorge Callendrelli : chef d'orchestre, arrangement des cordes
- Sharon Finn : voix
- Mitchell Froom, Mark Hart, Stuart Ellison : claviers